# Mulgund
Mulgund is een panchayatdorp in het district Gadag van de Indiase staat Karnataka. 

## Demografie
Volgens de Indiase volkstelling van 2001 wonen er 18.077 mensen in Mulgund, waarvan 51% mannelijk en 49% vrouwelijk is. De plaats heeft een alfabetiseringsgraad van 53%. 